# 巴貝多總督

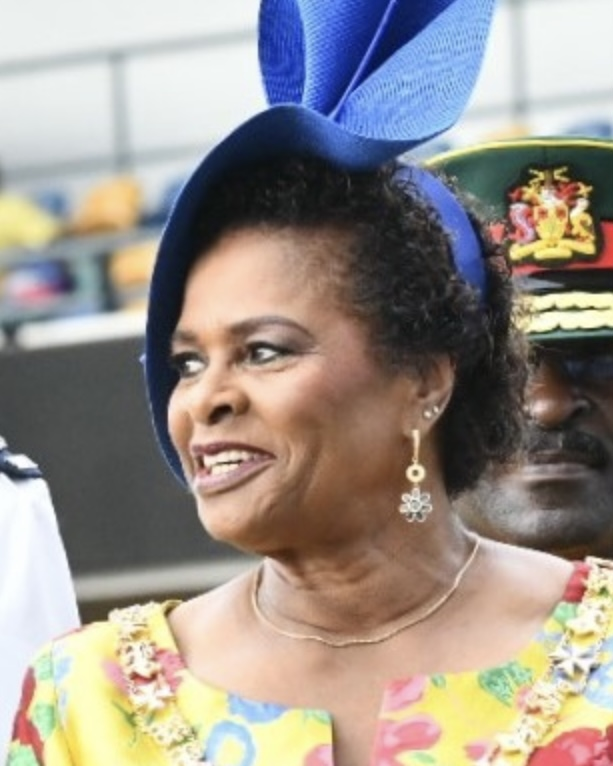
末代總督暨首任總統桑德拉·梅森

巴貝多總督（Governor-General of Barbados），曾是巴貝多女王在巴貝多的全權代表，無實權，人選和任期由總理向女王提議。巴貝多於1966年11月30日脱离大英帝国獨立，奉伊丽莎白二世為巴貝多的國家元首，由巴貝多總督代行元首職權。
2021年11月30日，巴巴多斯由英聯邦王國改为议会共和国，巴貝多總督隨巴貝多女王同時被廢，職能由巴巴多斯总统取代。實際上，末代總督桑德拉·梅森直接過渡至首任總統。

## 獨立後的歷任總督
1. 約翰·蒙塔古·斯托 Sir John Montague Stow（1966年11月30日-1967年5月18日，1959年起擔任巴貝多殖民地時期總督（Governor of Barbados），至1966年續任為獨立後的總督)
2. 温斯顿·斯科特 Sir Arleigh Winston Scott（1967年5月18日-1976年8月9日）
  - 威廉·道格拉斯 Sir William Douglas（1976年8月9日-11月17日）（署理，第一次）
3. 戴顿·沃德 Sir Deighton Lisle Ward（1976年11月17日-1984年1月9日）
  - 威廉·道格拉斯 Sir William Douglas（1984年1月10日-2月24日）（署理，第二次）
4. 休·斯普林戈 Sir Hugh Springer（1984年2月24日-1990年6月6日）
5. 妮塔·巴羅 Dame Nita Barrow（1990年6月6日—1995年12月19日）
  - 丹尼斯·威廉姆斯 Sir Denys Williams（1995年12月19日—1996年6月1日）（署理）
6. 克利福德·赫斯本兹 Sir Clifford Husbands（1996年6月1日—2011年10月31日）
  - 埃利奧特·貝爾格雷夫 Sir Elliott Belgrave（2011年11月1日—2012年5月30日）（署理）
  - 桑德拉·梅森（2012年5月30日—6月1日）（署理）
7. 埃利奧特·貝爾格雷夫 Sir Elliott Belgrave（2012年6月1日—2017年6月30日）
  - 菲利普·格雷夫斯 Sir Philip Greaves（2017年7月1日—2018年1月8日）（署理）
8. 桑德拉·梅森（2018年1月8日—2021年11月30日）